# Pierre de Chabot
Pierre, comte de Chabot, est un homme politique français né le 5 août 1887 à Mouchamps en Vendée et décédé le 11 janvier 1975 dans sa propriété de Mouchamps.

## Biographie
Issu d'une famille de la plus ancienne aristocratie, de même origine que les Rohan-Chabot, petit-fils d'Auguste de Chabot, Pierre-Marie de Chabot est le fils de Guillaume, comte de Chabot, et de Jeanne-Marie de Tramecourt. Héritier du château du Parc-Soubise, il exploite ses terres. Il est maître d'équipage de chasse à courre.
Il devient conseiller municipal de Mouchamps, puis conseiller général en 1924. En 1938, il est désigné par la Fédération républicaine de Vendée pour être candidat à une élection législative partielle. Élu avec 85 % des voix, il rejoint logiquement le groupe de la Fédération à la Chambre des députés. Au Parlement, il se montre un député peu actif, attentif essentiellement aux questions locales.
Le 10 juillet 1940, il vote en faveur de la Remise des pleins pouvoirs au Maréchal Pétain. En 1941, il est nommé membre du Conseil départemental de la Vendée par les autorités de Vichy et conserve ce mandat jusqu'en 1944.
À la Libération, il se tient en retrait et fait élire sa femme à ses anciens mandats de conseiller municipal et général. Il se consacre alors essentiellement à la chasse ; le dictionnaire des anciens parlementaires lui attribue un tableau de chasse de 58 900 bêtes tuées. Le 10 juillet 1940, à Vichy, il vota les pouvoirs constituants au maréchal Pétain comme la majorité de ses collègues. En 1941, il entra à l'assemblée départementale et y demeura jusqu'en 1944. 
Salomon Lebovici, dit Solo, est le médecin dermatologue des Chabot*.
D'origine Roumaine, Solo est né à Berlin le 9 juin 1884. Il est décoré de la Légion d'Honneur et de la croix de guerre après la guerre de 1914-1918.
Avec son épouse Caroline née Rosenfeld, ils habitent à Paris, dans le 17e arrondissement, 23, avenue Mac-Mahon. Ils ont trois enfants, Serge, né en 1915, Micheline, née en 1919 et Béatrice, née en 1923.
Le 26 août 1942, Solo est arrêté par la police allemande à son domicile. Il a la présence d’esprit de sauver son épouse en la faisant passer pour une maîtresse d’occasion non juive. Il est interné à Montargis puis sera déporté sans retour vers Auschwitz par le convoi no 36 du 23 septembre 1942. 
Serge Lebovici, médecin, exerce à Paris sous un faux nom. Ses sœurs, Micheline et Béatrice sont réfugiées chez une amie dans la Sarthe.
Dès l’arrestation du père de famille, Serge prévient ses sœurs et leur conseille de se rendre au Château du Parc Soubise, propriété du comte* et de la comtesse de Chabot* à Mouchamps (Vendée).
Les filles sont accueillies et réconfortées par le couple de Chabot*, qui ont 3 enfants. Ceux-ci disent, à l’extérieur, que les jeunes filles sont des amies du Cours Dupanloup qui, justement, a été transféré de Paris en Vendée. 
Béatrice et Micheline restent à Mouchamps jusqu’au 20 septembre et partent ensuite rejoindre leur mère à Loué dans la Sarthe. Elles ont maquillé leurs papiers en Le Bovié. 
Les Chabot* continuent de les aider en leur envoyant argent et colis.
Béatrice prépare et passe une licence de lettres, puis elle prépare l’agrégation.
Pour avoir caché deux jeunes filles juives pendant la Seconde Guerre mondiale, Pierre de Chabot et son épouse Zoé de Nicolay (petite-fille de Joseph Ducos) seront reconnus, à titre posthume, comme Justes parmi les nations en 2009.

## Sources
- « Pierre de Chabot », dans le Dictionnaire des parlementaires français (1889-1940), sous la direction de Jean Jolly, PUF, 1960 [détail de l’édition]